# Blåkrog
Blåkrog is een plaats in de Deense regio Zuid-Denemarken, gemeente Aabenraa. Het bestaat uit twee gehuchten, Neder Blåkrog en Over Blåkrog, aan de Alssund tussen de steden Aabenraa en Sønderborg. Blåkrog viel eerst onder de parochie van Varnæs in gemeente Lundtoft. Nu ligt het op de grens met de gemeente Sønderborg.

## Bekende inwoner
De bekende Deense kunstschilder Christoffer Wilhelm Eckersberg werd in 1783 geboren in Blåkrog. In Neder Blåkrog is er een herdenkingssteen geplaatst ter ere van C.W. Eckersberg en op het huis waar hij zijn jeugd doorbracht in Blans is een herdenkingsplaat aangebracht met de woorden: "for den danske malerkunsts fader" (voor de vader van de Deense schilderskunst).